# سیارک ۷۳۰۷
سیارک ۷۳۰۷ (به انگلیسی: 7307 Takei، نامگذاری:1994GT9) هفت هزار و سیصد و هفتمین سیارک کشف شده‌است که در ۱۳ آوریل ۱۹۹۴ کشف شد.
قدر مطلق سیارک برابر ۴۶.۷ است.
این سیارک به افتخار بازیگر آمریکایی جورج تاکی نام‌گذاری شده‌است.